# SS Arthur M. Anderson

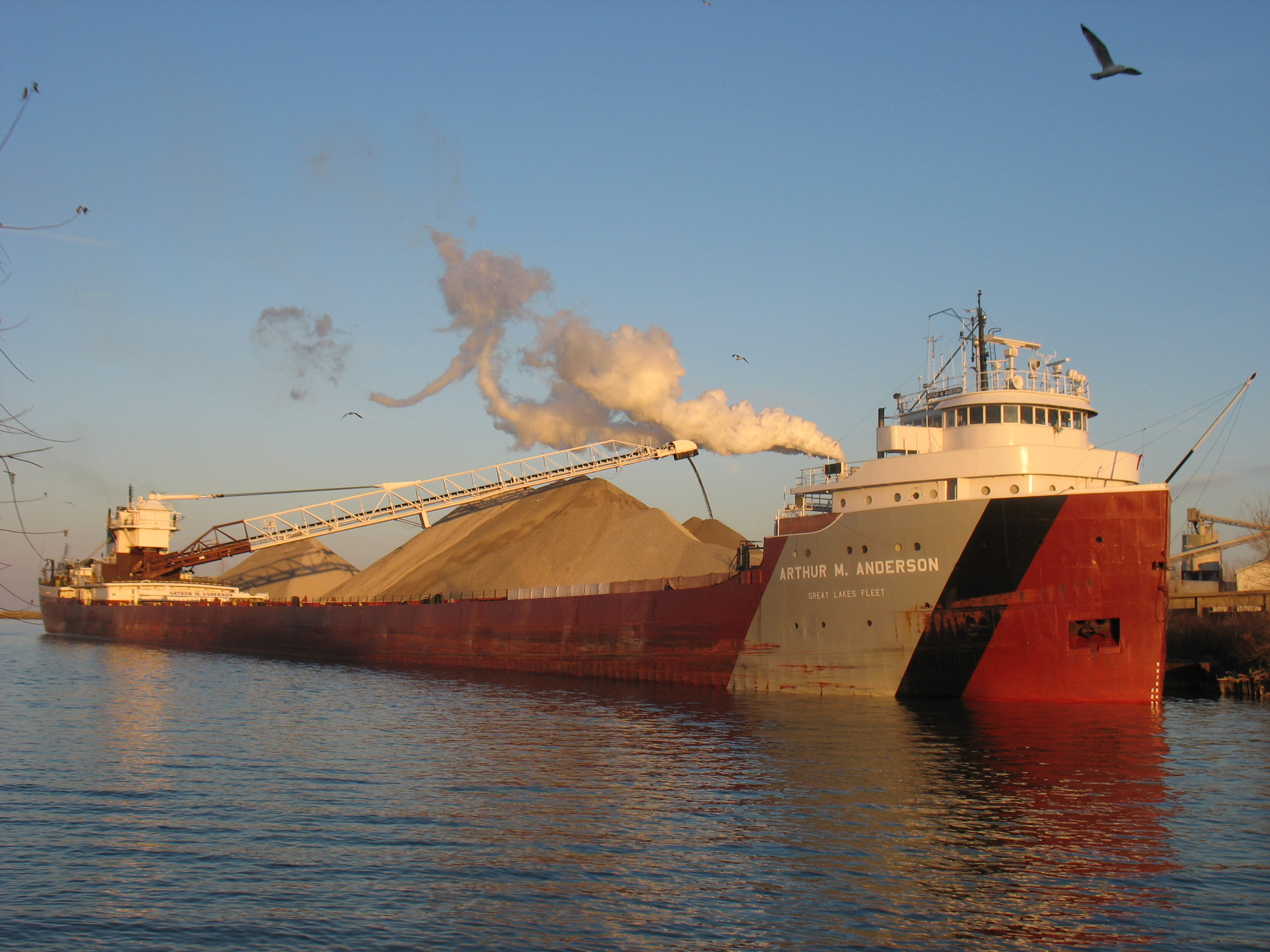
O Arthur M. Anderson descarregando em Huron, Ohio, em 2008.

O SS Arthur M. Anderson é um navio de carga que opera nos Grandes Lagos da América do Norte. Ele é famoso por ter sido o último navio a estar em contato com o SS Edmund Fitzgerald antes desse afundar em 10 de novembro de 1975. O Arthur M. Anderson também foi o primeiro navio de resgate no local em uma busca em vão pelos sobreviventes do Edmund Fitzgerald. O homônimo do navio, Arthur Marvin Anderson, era diretor da U.S. Steel, membro de seu comitê financeiro e vice-presidente do JP Morgan & Co. na época. O navio foi lançado em 1952 e está em serviço ativo.